# Lutynia (gromada)
Lutynia – dawna gromada, czyli najmniejsza jednostka podziału terytorialnego Polskiej Rzeczypospolitej Ludowej w latach 1954–1972.
Gromady, z gromadzkimi radami narodowymi (GRN) jako organami władzy najniższego stopnia na wsi, funkcjonowały od reformy reorganizującej administrację wiejską przeprowadzonej jesienią 1954 do momentu ich zniesienia z dniem 1 stycznia 1973, tym samym wypierając organizację gminną w latach 1954–1972.
Gromadę Lutynia z siedzibą GRN w Lutyni utworzono – jako jedną z 8759 gromad na obszarze Polski – w powiecie średzkim w woj. wrocławskim, na mocy uchwały nr 27/54 WRN we Wrocławiu z dnia 2 października 1954. W skład jednostki weszły obszary dotychczasowych gromad Lutynia, Gałów, Radakowice, Wróblowice, Zakrzyce i Żar ze zniesionej gminy Lutynia w tymże powiecie. Dla gromady ustalono 17 członków gromadzkiej rady narodowej.
31 grudnia 1961 do gromady Lutynia włączono wsie Bogdaszowice, Chmielów, Jarząbkowice, Karczyce i Łowęcice ze zniesionej gromady Karczyce w tymże powiecie.
Gromada przetrwała do końca 1972 roku, czyli do kolejnej reformy gminnej.